# Trouhans
Trouhans település Franciaországban, Côte-d’Or megyében. Lakosainak száma 610 fő (2022. január 1.). Trouhans Échenon, Champdôtre, Les Maillys, Montot, Saint-Usage, Tréclun és Tart községekkel határos.

## Népesség
A település népessége az elmúlt években az alábbi módon változott:
| Lakosok száma | 540  | 604  | 674  | 633  | 628  | 617  | 606  | 598  | 594  | 610  |
|               | 1968 | 1982 | 1990 | 2006 | 2013 | 2015 | 2017 | 2019 | 2020 | 2022 |